# Geraldine González
Geraldine Sthefany González, född 18 april 2002, är en dominikansk volleybollspelare (center).
González spelar i Dominikanska republikens landslag och vann med dem  nordamerikanska mästerskapet 2021. Hon spelade även med landslaget vid VM 2022. Hon har spelat med klubbar i Dominikanska republiken.